# Wereldkampioenschappen schoonspringen 2024 – Landenwedstrijd
De landenwedstrijd tijdens de wereldkampioenschappen schoonspringen 2024 vond plaats op 2 februari 2024 in het Hamad Aquatic Centre in Doha, Qatar.

## Uitslag
| Rang   | Land                | Namen                                                                                      | Punten |
| ------ | ------------------- | ------------------------------------------------------------------------------------------ | ------ |
| Goud   | Verenigd Koninkrijk | Tom Daley Scarlett Mew Jensen Daniel Goodfellow Andrea Spendolini-Sirieix                  | 421,65 |
| Zilver | Mexico              | Gabriela Agúndez Randal Willars Jahir Ocampo Aranza Vázquez                                | 412,80 |
| Brons  | Australië           | Cassiel Rousseau Maddison Keeney Nikita Hains Li Shixin                                    | 385,35 |
| 4      | Duitsland           | Moritz Wesemann Elena Wassen Lena Hentschel Timo Barthel                                   | 362,05 |
| 5      | Verenigde Staten    | Lyle Yost Brandon Loschiavo Katrina Young Sarah Bacon                                      | 344,75 |
| 6      | Indonesië           | Andriyan Adityo Restu Putra Gladies Lariesa Garina Haga                                    | 330,60 |
| 7      | Noord-Korea         | Jo Jin-mi Im Yong-myong Ko Che-won Kim Hui-yon                                             | 320,85 |
| 8      | Spanje              | Valeria Antolino Nicolás García Carlos Camacho Rocío Velázquez                             | 310,55 |
| 9      | Nieuw-Zeeland       | Mikali Dawson Elizabeth Roussel Nathan Brown (schoonspringer) Frazer Tavener               | 306,40 |
| 10     | Italië              | Eduard Timbretti Gugiu Chiara Pellacani Irene Pesce Matteo Santoro                         | 271,70 |
| 11     | Maleisië            | Kimberly Bong Bertrand Rhodict Lises Nur Eilisha Rania Muhammad Abrar Raj Hanis Jaya Surya | 245,90 |
| 12     | Macau               | Zhao Hang U Zhang Hoi He Heung Wing Lo Ka Wai                                              | 212,70 |